# Abington (Massachusetts)
Abington – miasto w Stanach Zjednoczonych, w stanie Massachusetts, w hrabstwie Plymouth.